# ژرار لنورمان
ژرار لنورمان (به فرانسوی: Gérard Lenorman) (زاده ۹ فوریه ۱۹۴۵) خواننده فرانسوی است.
او نماینده فرانسه در مسابقه آواز یوروویژن ۱۹۸۸ بود.